# Arrondissement Saint-Denis (Réunion)
Saint-Denis is een arrondissement van het Franse overzees departement Réunion. De onderprefectuur is Saint-Denis.

## Kantons
Het arrondissement was tot 2014 samengesteld uit de volgende kantons:
- Kanton Saint-Denis-1
- Kanton Saint-Denis-2
- Kanton Saint-Denis-3
- Kanton Saint-Denis-4
- Kanton Saint-Denis-5
- Kanton Saint-Denis-6
- Kanton Saint-Denis-7
- Kanton Saint-Denis-8
- Kanton Saint-Denis-9
- Kanton Sainte-Marie
- Kanton Sainte-Suzanne

Na de herindeling van de kantons door het decreet van 24 februari 2014, met uitwerking op 22 maart 2015, omvat het arrondissement volgende kantons:
- Kantoné Saint-Denis-1
- Kanton Saint-Denis-2
- Kanton Saint-Denis-3
- Kanton Saint-Denis-4
- Kanton Sainte-Marie
- Kanton Saint-André (deel)